# All England 1951
Die All England 1951 im Badminton fanden vom 7. bis zum 11. März 1951 in London statt. Sie waren die 41. Auflage dieser Veranstaltung. Austragungsort war zum zweiten Mal die Empress Hall.

## Austragungsort
- Empress Hall, Earls Court

## Finalresultate
| Disziplin    | Sieger                      | Finalist                        | Ergebnis           |
| ------------ | --------------------------- | ------------------------------- | ------------------ |
| Herreneinzel | Wong Peng Soon              | Ong Poh Lim                     | 15–18, 18–14, 15–7 |
| Dameneinzel  | Aase Schiøtt Jacobsen       | Tonny Ahm                       | 11–6, 11–2         |
| Herrendoppel | David Choong Eddy Choong    | Ong Poh Lim Ismail Marjan       | 9–15, 15–7, 15–10  |
| Damendoppel  | Tonny Ahm Kirsten Thorndahl | Mavis Henderson Queenie Webber  | 17-15, 15-7        |
| Mixed        | Poul Holm Tonny Ahm         | Arve Lossmann Kirsten Thorndahl | 8–15, 15–2, 15–4   |